# Barranc de la Carbonera (Sant Esteve de la Sarga)
El Barranc de la Carbonera, és un barranc del terme de Sant Esteve de la Sarga, a la zona d'Alsamora.
Es forma a 1.528 m. alt., en el Serrat de la Corona, al Montsec d'Ares, al nord del Forat dels Faisans, des d'on baixa cap al nord fins que, al terç del seu recorregut inflexiona cap al nord-est, i al cap d'un altre terç torna a tòrcer cap al nord. Al cap de poc s'aboca en el barranc del Grau, al sud-oest del Cingle de Lledó.